# Aphelidesmus major
Aphelidesmus major är en mångfotingart som beskrevs av Chamberlin 1952. Aphelidesmus major ingår i släktet Aphelidesmus och familjen Aphelidesmidae. Inga underarter finns listade i Catalogue of Life.